# Qurac Kudle

Qurac Kudle (ook: Qudhac-Kudle) is een dorp in het district Oodweyne, regio Togdheer, in de niet-erkende staat Somaliland (en dus formeel gelegen in Somalië).

Qurac Kudle ligt op circa 900 m hoogte in een aride vlakte, ruim 23 km ten zuiden van de districtshoofdstad Oodweyne. Het dorp is opvallend groen in vergelijking met het omringende land en heeft één straatje, een aantal traditionele omheinde percelen met hutjes, en een lagere school. De school werd in 2004 gebouwd met financiering van de Danish Refugee Council voor een bedrag van 13.650 US Dollar.